# Orphnophanes ankarampotsyalis
Orphnophanes ankarampotsyalis là một loài bướm đêm trong họ Crambidae.